# 伊勒河畔圣樊尚
伊勒河畔圣樊尚（法語：Saint-Vincent-sur-l'Isle，法語發音：[sɛ̃ vɛ̃sɑ̃ syʁ lil]）是法国多尔多涅省的一个市镇，位于该省中部偏北，原属佩里格区，2017年起划至农特龙区。

## 地理
伊勒河畔圣樊尚（45°14'41"N, 0°53'45"E）面积9.98 平方千米，位于法国新阿基坦大区多爾多涅省，该省份为法国西南部内陆省份，是法國本土面积第三大的省，大致对应佩里戈尔地区，北起顺时针与夏朗德省、上维埃纳省、科雷兹省、洛特省、洛特-加龙省、吉倫特省和滨海夏朗德省接壤。
与伊勒河畔圣樊尚接壤的市镇（或旧市镇、城区）包括：萨维尼亚克-莱塞格利斯、屈布雅克-欧韦泽尔-瓦勒当斯、巴西亚克和欧布罗什、伊勒河畔萨利亚克。
伊勒河畔圣樊尚的时区为UTC+01:00、UTC+02:00（夏令时）。

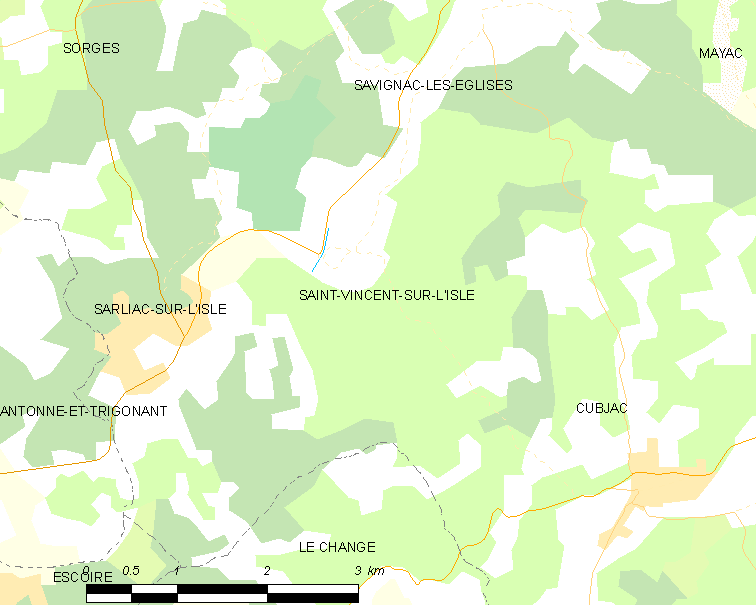
伊勒河畔圣樊尚的OSM定位图

## 行政
伊勒河畔圣樊尚的邮政编码为24420，INSEE市镇编码为24513。

## 政治
伊勒河畔圣樊尚所属的省级选区为伊勒-卢-欧韦泽尔县。

## 人口

1962-2008年间伊勒河畔圣樊尚人口变化图示

伊勒河畔圣樊尚于2022年1月1日时的人口数量为309人。